# Sziveri János-díj

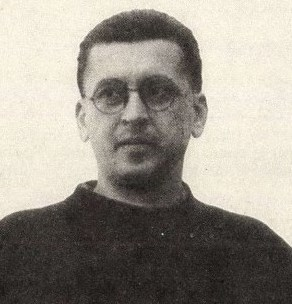
Sziveri János (Móser Zoltán felvétele)

A Sziveri János-díjat az 1990. február 1-én elhunyt vajdasági költő, az Új Symposion folyóirat egykori főszerkesztője, Sziveri János emlékére alapította 1991-ben a Sziveri  János Társaság. A díj átadására a költő születésének évfordulóján kerül sor.

## Díjazottak
| Év   | Díjazott            | Megjegyzés  |
| ---- | ------------------- | ----------- |
| 1992 | Babics Imre         |             |
| 1993 | Háy János           |             |
| 1994 | Zudor János         |             |
| 1995 | Fekete Vince        |             |
| 1995 | László Noémi        |             |
| 1995 | Orbán János Dénes   |             |
| 1995 | Sántha Attila       |             |
| 1996 | Sebők Zoltán        |             |
| 1997 | Hizsnyai Zoltán     |             |
| 1998 | Szerbhorváth György |             |
| 1999 | Kécza András        |             |
| 2000 | Szálinger Balázs    |             |
| 2001 | Mezei Kinga         |             |
| 2002 | Balogh Robert       |             |
| 2003 | Lábass Endre        |             |
| 2004 | Csehy Zoltán        |             |
| 2005 | Lovas Ildikó        |             |
| 2006 | Virág Zoltán        |             |
| 2007 | Mátis Lívia         | posztumusz  |
| 2008 | Danyi Zoltán        |             |
| 2009 | Győrffy Ákos        |             |
| 2010 | Orcsik Roland       | [ 2 ]       |
| 2010 | Szűgyi Zoltán       | különdíj    |
| 2011 | Kollár Árpád        | [ 3 ]       |
| 2012 | Virág Gábor         | [ 4 ]       |
| 2013 | Lanczkor Gábor      | [ 5 ]       |
| 2014 | Bencsik Orsolya     | [ 6 ]       |
| 2015 | Nemes Z. Márió      | [ 7 ]       |
| 2016 | Áfra János          | [ 8 ] [ 9 ] |
| 2017 | Sopotnik Zoltán     | [ 10 ]      |
| 2018 | Terék Anna          | [ 11 ]      |
| 2019 | Kabai Lóránt        | [ 12 ]      |
| 2020 | Kovács Lea          | [ 13 ]      |
| 2021 | Korpa Tamás         | [ 14 ]      |
| 2022 | Szász Pál           | [ 15 ]      |
| 2023 | Juhász Tibor        | [ 15 ]      |
| 2024 | Fenyvesi Orsolya    | [ 16 ]      |